# Trilogía de Venom
La serie cinematográfica o  trilogía de Venom, basada en el personaje ficticio Venom de Marvel Comics, comprende tres películas de fantasía y ciencia ficción del Universo Spider-Man de Sony': Venom (2018), Venom: Let There Be Carnage (2021) y Venom: El último baile (2024)
El actor encargado de interpretar al simbionte Venom, y en consecuencia, a Eddie Brock es el actor Tom Hardy. El director encargado de dirigir la primera película fue Ruben Fleischer, mientras que la segunda fue dirigida por Andy Serkis. 
El universo cinematográfico de Venom está conectado en forma de Multiverso con la Trilogía de Spider-Man (UCM).

## Películas
| Película                    | Fecha de lanzamiento  | Director        | Guionista (s)                                | Productor                                                                  |
| --------------------------- | --------------------- | --------------- | -------------------------------------------- | -------------------------------------------------------------------------- |
| Venom                       | 5 de octubre de 2018  | Ruben Fleischer | Jeff Pinkner, Scott Rosenberg y Kelly Marcel | Avi Arad, Matt Tolmach y Amy Pascal                                        |
| Venom: Let There Be Carnage | 1 de octubre de 2021  | Andy Serkis     | Kelly Marcel                                 | Avi Arad, Matt Tolmach, Amy Pascal, Kelly Marcel, Tom Hardy y Hutch Parker |
| Venom: El último baile      | 25 de octubre de 2024 | Kelly Marcel    | Kelly Marcel                                 | Avi Arad, Matt Tolmach, Amy Pascal, Kelly Marcel, Tom Hardy y Hutch Parker |

### Venom(2018)
Tras un escándalo, el periodista Eddie Brock intenta revivir su carrera investigando la Fundación Vida, pero entra en contacto con el simbionte alienígena Venom que se une a Brock y le otorga superpoderes.

### Venom: Let There Be Carnage(2021)
Eddie Brock continúa reconstruyendo su carrera entrevistando al asesino en serie Cletus Kasady, quien se convierte en el anfitrión del simbionte Carnage y escapa de prisión después de una ejecución fallida.

### Venom: El ultimo baile(2024)
Eddie y Venom están a la fuga. Perseguidos por sus sendos mundos y cada vez más cercados, el dúo se ve abocado a tomar una decisión devastadora que hará que caiga el telón sobre el último baile de Venom y Eddie.

## Reparto y personajes

### Protagonistas
|                                            |
| Tom Hardy, interpreta a Eddie Brock/Venom. |

|                                              |
| Michelle Williams, interpreta a Anne Weying. |

|                                     |
| Reid Scott, interpreta a Dan Lewis. |

|                                     |
| Peggy Lu interpreta a la Sra. Chen. |

|                                               |
| Stephen Graham interpreta a Patrick Mulligan. |

### Antagonistas
|                                             |
| Riz Ahmed, interpreta a Carlton Drake/Riot. |

|                                                      |
| Woody Harrelson, interpreta a Cletus Kasady/Carnage. |

|                                                     |
| Naomie Harris, interpreta a Frances Barrison/Grito. |

|                                  |
| Andy Serkis, interpreta a Knull. |

|                                                |
| Chiwetel Ejiofor, interpreta a Rex Strickland. |

## Recepción

### Taquillas
| Película                    | Fecha de estreno (EE. UU.) | Ingresos en taquilla (en USD) | Ingresos en taquilla (en USD) | Ingresos en taquilla (en USD) | Puesto de todos los tiempos | Puesto de todos los tiempos | Presupuesto (en USD) | Ref(s)      |
| Película                    | Fecha de estreno (EE. UU.) | EE. UU. y Canadá              | Otros territorios             | A nivel mundial               | EE. UU. y Canadá            | A nivel mundial             | Presupuesto (en USD) | Ref(s)      |
| --------------------------- | -------------------------- | ----------------------------- | ----------------------------- | ----------------------------- | --------------------------- | --------------------------- | -------------------- | ----------- |
| Venom                       | 5 de octubre de 2018       | $213,515,506                  | $642,569,655                  | $856,085,161                  | 215                         | 91                          | $100-116 millones    | [ 3 ] [ 4 ] |
| Venom: Let There Be Carnage | 1 de octubre de 2021       | $213,550,366                  | $293,313,226                  | $506,863,592                  | 214                         | 241                         | $110 millones        | [ 5 ] [ 6 ] |
| Total                       | Total                      | $427,065,872                  | $935,882,881                  | $1,362,958,753                | —                           | —                           | $210–226 millones    |             |

### Respuesta de la crítica y audiencia
| Película                    | Crítica           | Crítica         | Audiencia   | Audiencia |
| Película                    | Rotten Tomatoes   | Metacritic      | CinemaScore | PostTrak  |
| --------------------------- | ----------------- | --------------- | ----------- | --------- |
| Venom                       | 30% (365 reseñas) | 35 (46 reseñas) | B+          | 80%       |
| Venom: Let There Be Carnage | 57% (281 reseñas) | 49 (48 reseñas) | B+          | 76%       |